# Monika Salchert
Monika Salchert (* 1956 in Köln) ist eine deutsche Journalistin, Autorin und Moderatorin.

## Beruflicher Werdegang
Monika Salchert studierte Geschichte, Bibliothekswissenschaft und Pädagogik und machte eine Ausbildung an der Kölner Journalistenschule. Es folgten ein Volontariat und eine Tätigkeit als Redakteurin bei der Kölnischen Rundschau. Sie war Chefredakteurin von Radio Leverkusen, stellvertretende Chefredakteurin vom Radio Köln sowie Direktorin des Kölner Schokoladenmuseums. Anschließend war sie zehn Jahre lang bei der Rheinischen Post tätig.
Salchert arbeitet als freie Journalistin in Köln und ist für verschiedene Tages- und Wochenzeitungen tätig. Für das WDR Fernsehen kommentiert sie gemeinsam mit Kollegen seit vielen Jahren die Schull- und Veedelszöch und für die ARD den Kölner Rosenmontagszug. Außerdem moderiert sie seit mehr als zwei Jahrzehnten auf WDR 4 diverse Karnevalsformate. Sie war als Dozentin für die Bundesakademie für öffentliche Verwaltung tätig und schulte Mitarbeiterinnen und Mitarbeiter verschiedener Bundesministerien, Institute und des Bundestages zum Thema „Verständlich schreiben“. Bis 2022 moderierte sie acht Jahre lang das Programm „Das rote Sofa“ in der Volksbühne am Rudolfplatz.
Monika Salchert publizierte mehrere Bücher. 2023 erschien anlässlich des 200-jährigen Jubiläums Kölner Karneval seit 1823.

## Werke
- Mit Frauke Kemmerling: Mieh Hätz wie Holz – 200 Jahre Kölsch Hännesche. Emons, Köln 2002, ISBN 3-89705-237-7.
- Mit Ulla Scholz (Fotografie): Entspannt Essen gehen mit Kindern. Restaurant-Tipps für Köln, Bonn und Umland. Emons, Köln 2010, ISBN 978-3-89705-847-7.
- Mit Ulla Scholz (Fotografie): Mit Genuss einkaufen in Köln und in der Region. Mit vielen Rezepten und Küchentipps. Emons, Köln 2011, ISBN 978-3-89705-835-4.
- Mit Ulla Scholz (Fotografie): 111 Museen in NRW, die man gesehen haben muss. Emons, Köln 2013.
- Mit Hella von Sinnen und Cornelia Scheel: Die Simpsons – auf Kölsch! Panini Comics, Stuttgart 2016.
- Mit Ulla Scholz (Illustratorin): Kommt mit ins Hänneschen! Vorhang auf für kölsche Pänz. Marzellen, Köln 2017, ISBN 978-3-937795-35-5.
- Mit Samy Orfgen: Samy Orfgen – die Autobiografie. Die „Geierwally“ vom Barbarossaplatz. Marzellen, Köln 2018, ISBN 978-3-937795-54-6.
- Schräge Typen der Kölner Stadtgeschichte. Regionalia, Rheinbach 2019, ISBN 978-3-937795-55-3.
- 77 kölsche Lieder, die man kennen muss. Lübbe, Köln 2018, ISBN 978-3-431-04098-2.
- Kölner Karneval seit 1823. Greven, Köln 2022, ISBN 978-3-7743-0947-0.